# Alfred Nijhuis
Alfred Nijhuis (sinh ngày 23 tháng 3 năm 1966) là một cầu thủ bóng đá người Hà Lan.

## Sự nghiệp câu lạc bộ
Alfred Nijhuis đã từng chơi cho Urawa Reds.

## Thống kê câu lạc bộ

### J.League
| Đội        | Năm       | J.League | J.League | J.League Cup | J.League Cup | Tổng cộng | Tổng cộng |
| Đội        | Năm       | Trận     | Bàn      | Trận         | Bàn          | Trận      | Bàn       |
| ---------- | --------- | -------- | -------- | ------------ | ------------ | --------- | --------- |
| Urawa Reds | 1997      | 16       | 4        | 2            | 0            | 18        | 4         |
| Urawa Reds | 1998      | 11       | 2        | 4            | 1            | 15        | 3         |
| Tổng cộng  | Tổng cộng | 27       | 6        | 6            | 1            | 33        | 7         |